# Paroisse d'Hampton
Cet article concerne la localité canadienne. Pour la ville voisine, voir Hampton (Nouveau-Brunswick). Pour les autres significations, voir Hampton.
La paroisse d'Hampton est à la fois une paroisse civile et un ancien district de services locaux (DSL) canadien du comté de Kings, au Nouveau-Brunswick. Le DSL comprend les autorités taxatrices de Fairmont, Hampton-Intérieur et Nauwigewauk. Dans le cadre de la réforme de la gouvernance locale du 1er janvier 2023, le DSL a été annexé à la ville d'Hampton.

## Toponyme
La paroisse d'Hampton est probablement nommée ainsi d'après Hampton, près de Londres, ou d'après les villes de Hampton au New Jersey ou dans l'État de New York. Un article du Municipal Journal d'avril-mai 1970 suggéra que le nom est en l'honneur d'Abner Hampton, un opérateur de traversier, mais M.R. Humphrey, dans History of Hampton and Hampton Station (1962), note que le nom est d'origine pré-loyaliste.

## Géographie

### Villages et hameaux
La paroisse comprend les hameaux suivants: Damascus, French Village et Smithtown.

## Histoire
Le sieur de Breuil obtient une seigneurie sur le site de French Village en 1689. Un village acadien est fondé à cet endroit vraisemblablement en 1767. Les Acadiens obtiennent leurs titres de propriété vers 1787 mais vendent ensuite leurs terres, se rendant probablement au Madawaska.
Des Loyalistes colonisent les vallées des rivières Kennebecassis et Hammond entre 1784 et 1785. Leurs descendants colonisent le reste du territoire.
Le hameau de Damascus est fondé par des gens de la région vers 1843.
La municipalité du comté de Kings est dissoute en 1966. La paroisse d'Hampton devient un district de services locaux en 1967.

## Démographie
(Décembre 2023).
D'après le recensement de Statistique Canada, il y avait 2721 habitants en 2001, comparativement à 2635 en 1996, soit une hausse de 3,3 %. La paroisse compte 999 logements privés, a une superficie de 121,39 km² et une densité de population de 22,4 habitants au km².
| 2001  | 2006  | 2011  | 2016  |
| ----- | ----- | ----- | ----- |
| 2 721 | 2 724 | 2 734 | 2 809 |

## Économie
Entreprise Fundy, membre du Réseau Entreprise, a la responsabilité du développement économique.

## Administration

### Comité consultatif
En tant que district de services locaux, la paroisse d'Hampton est administré directement par le Ministère des Gouvernements locaux du Nouveau-Brunswick, secondé par un comité consultatif élu composé de cinq membres dont un président.

### Commission de services régionaux
La paroisse de Hampton fait partie de la Région 8, une commission de services régionaux (CSR) devant commencer officiellement ses activités le 1er janvier 2013. Contrairement aux municipalités, les DSL sont représentés au conseil par un nombre de représentants proportionnel à leur population et leur assiette fiscale. Ces représentants sont élus par les présidents des DSL mais sont nommés par le gouvernement s'il n'y a pas assez de présidents en fonction. Les services obligatoirement offerts par les CSR sont l'aménagement régional, l'aménagement local dans le cas des DSL, la gestion des déchets solides, la planification des mesures d'urgence ainsi que la collaboration en matière de services de police, la planification et le partage des coûts des infrastructures régionales de sport, de loisirs et de culture; d'autres services pourraient s'ajouter à cette liste.

### Représentation et tendances politiques
Nouveau-Brunswick: La portion du territoire située au nord de la route 860 fait partie de la circonscription provinciale de Hampton-Kings, qui est représentée à l'Assemblée législative du Nouveau-Brunswick par Bev Harrison, du Parti progressiste-conservateur. Il fut élu 1999 puis réélu en 2003, en 2006 et en 2010. La portion au sud de la route 860 fait partie de la circonscription provinciale de Rothesay, qui est représentée  par Margaret-Ann Blaney, du Parti progressiste-conservateur. Elle fut élue en 2003 puis réélue en 2006 et en 2010 mais était déjà présente au parlement depuis 1999, dans une autre circonscription.
 Canada: La paroisse d'Hampton fait partie de la circonscription fédérale de Fundy Royal, qui est représentée à la Chambre des communes du Canada par Rob Moore, du Parti conservateur. Il fut élu lors de la 38e élection générale, en 2004, puis réélu en 2006 et en 2008.

## Vivre dans la paroisse d'Hampton
Le DSL est inclus dans le territoire du sous-district 9 du district scolaire Francophone Sud. L'école Samuel-de-Champlain de Saint-Jean est l'établissement francophone le plus proche alors que les établissements d'enseignement supérieurs les plus proches sont dans le Grand Moncton.
L'église St. Andrew's de French Village et l'église Holy Trinity de Smithtown sont des églises anglicanes. Le bureau de poste et le détachement de la Gendarmerie royale du Canada le plus proche est à Hampton.
Les anglophones bénéficient du quotidien Telegraph-Journal, publié à Saint-Jean, et du Kings County Records, de Sussex. Les francophones bénéficient quant à eux du quotidien L'Acadie nouvelle, publié à Caraquet, ainsi que l'hebdomadaire L'Étoile, de Dieppe.

## Culture

### Architecture et monuments
Trois ponts couverts se trouvent dans le territoire de la paroisse. Le premier traverse le ruisseau Bonny à l'île Darlings, face à Nauwigewauk. Le pont fut construit en 1914 et mesure 41,7 mètres de long. Un autre pont traverse la rivière Hammond à French Village, près du pont de la route 1. Il fut construit en 1912 et mesure 55,2 mètres de long. Le troisième traverse la rivière Hammond plus en amont, entre Smithtown et Damascus. Il fut construit en 1914 et mesure 55,7 mètres de long.